# Stazione meteorologica di Orte
La stazione meteorologica di Orte è la stazione meteorologica di riferimento relativa alla località di Orte.

## Coordinate geografiche
La stazione meteorologica, di tipo automatico DCP, è situata nell'Italia centrale, nel Lazio, in provincia di Viterbo, nel comune di Orte, a 73 metri s.l.m. e alle coordinate geografiche 42°28′17.08″N 12°20′32.55″E.

## Dati climatologici
Secondo i dati medi del trentennio 1961-1990, la temperatura media del mese più freddo, gennaio, è di +5,5 °C, mentre quella del mese più caldo, agosto, si attesta a +24,4 °C.
| Orte               | Mesi | Mesi | Mesi | Mesi | Mesi | Mesi | Mesi | Mesi | Mesi | Mesi | Mesi | Mesi | Stagioni | Stagioni | Stagioni | Stagioni | Anno |
| Orte               | Gen  | Feb  | Mar  | Apr  | Mag  | Giu  | Lug  | Ago  | Set  | Ott  | Nov  | Dic  | Inv      | Pri      | Est      | Aut      | Anno |
| ------------------ | ---- | ---- | ---- | ---- | ---- | ---- | ---- | ---- | ---- | ---- | ---- | ---- | -------- | -------- | -------- | -------- | ---- |
| T. max. media (°C) | 10,2 | 12,0 | 15,5 | 20,3 | 25,3 | 29,8 | 33,0 | 33,4 | 28,3 | 22,0 | 15,6 | 11,2 | 11,1     | 20,4     | 32,1     | 22,0     | 21,4 |
| T. min. media (°C) | 0,9  | 2,0  | 3,3  | 6,1  | 9,3  | 13,4 | 15,4 | 15,4 | 13,3 | 9,4  | 6,0  | 2,3  | 1,7      | 6,2      | 14,7     | 9,6      | 8,1  |